# Gneu Manli
Gneu Manli (en llatí Cnaeus Manlius) va ser un magistrat romà del segle i aC.
Va ser tribú de la plebs l'any 58 aC i va fer aprovar una llei concedint a tots els lliberts el dret de vot junt amb els seus patrons, llei que va ser anul·lada per Luci Domici Aenobarb, que en aquell moment era pretor. Un tribú de nom molt semblant, Gai Manili, havia proposat la mateixa llei el 66 aC, però Asconius diu que es tracta de dos personatges diferents.